# Pinós
Pinós è un comune spagnolo di 308 abitanti situato nella provincia di Lleida, nella comunità autonoma della Catalogna.